# グレナード・P・リプスコム (原子力潜水艦)
| USS Glenard P. Lipscomb | |
| 艦歴                    | |
| 発注                    | 1968年12月16日 |
| 起工                    | 1971年6月5日 |
| 進水                    | 1973年8月4日 |
| 就役                    | 1974年12月21日 |
| その後                  | 原子力艦再利用プログラム |
| 除籍:                   | 1990年7月11日 |
| 性能諸元                | |
| 排水量                  | 水上5,813トン, 水中6,480トン |
| 全長                    | 111 m |
| 全幅                    | 9.8 m |
| 喫水                    | |
| 予備浮力                | 11.5% |
| 機関                    | 原子力ターボ・エレクトリック方式 WEC S5Wa 加圧水型原子炉×1基 7翼ハイスキュード・スクリュー×1軸 12,500SHP                                        |
| 電池                    | ガピーIC型×126個1群 |
| 最大速                  | 水上18ノット (33 km/h), 水中23ノット (43 km/h)                                                                                                  |
| 最大深                  | 400 m |
| 安全潜入深度            | 396m |
| 乗員:                   | 士官12名, 兵員109名 |
| 兵装                    | 21インチ (533 mm) 魚雷発射管4基 魚雷・ミサイル×23 Mk113 Mod8 水中射撃指揮装置                                                                   |
| 電子戦兵装              | ソナー：BQQ-2B（アクティヴ/パッシヴBQS-6B、パッシヴBQR-7、氷海行動/機雷探知BQS-8）、BQG-3 PUFFS、WLR-9A レーダー・ESM機材：BPS-15、BRD-6、WLR-4 |

グレナード・P・リプスコム(USS Glenard P. Lipscomb, SSN-685)は、アメリカ海軍の原子力潜水艦。艦名はカリフォルニア州選出下院議員グレナード・P・リプスコム（Glenard P. Lipscomb, 1915 - 1970年）に因む。

## 概要
グレナード・P・リプスコムは、アメリカ海軍の潜水艦としてはタリビーに次いで2番目に、原子力ターボ・エレクトリック方式を採用した潜水艦（TEDS: Turbin Electric Drive Submarine）である。試験艦としての性格が強く同型艦は建造されていない:107-108/280。

## 設計
原子力潜水艦で主流の機関は、原子力ギアード・タービン方式であり、原子炉の2次冷却系統から得られた高圧蒸気によって蒸気タービンを回し、減速ギア・ボックスによって回転数を減速・調整してプロペラシャフトに伝え、スクリューを回して推進力を得ている。しかし、減速ギア・ボックスの複雑な機構と多くのギアの動作は、原潜にとって最大の騒音源（したがって弱点）となる。それに対して、本艦のターボ・エレクトリック方式では、2次冷却系統の高圧蒸気によってタービン発電機を回し、得られた電力で電動機とこれに直結されたプロペラシャフトを回して推進力を得る。すなわち、ギア・ボックスを廃止することによる静粛化のほか、ギアード・タービン方式よりもシャフト回転数の微妙な調整が可能になることによる操艦の柔軟性が期待できるのである。
しかし、これらの利点があるにせよ、ターボ・エレクトリック方式は、発電機や電動機による重量増大や信頼性の低下、ギアード・タービン方式に比べて効率が劣るせいで速力が低下するといった問題があるため、中国海軍の初期の原子力潜水艦（091型(漢級)や092型(夏級)）やフランス海軍の原子力潜水艦を除けば、ほとんど採用されていない。船体の設計にあたってはスタージョン級の設計に依拠しつつ、タリビーにおいてサイズの制限が好ましい結果を生まなかったことを踏まえて、ターボ・エレクトリック方式の採用による船体の大型化を許容して静粛性と高速力の両立を目指したが、結果として、減速ギアを廃したにもかかわらず発電機や電動機による重量増大は大きく、アーチャーフィッシュ（USS Archerfish,SSN-678）以降のスタージョン級長船体型と比較して、排水量で30%強（水中排水量で5040トン->6584トン）、全長で約19m（92m→111.3m）も大型化したが、それに見合う原子炉の出力向上はなかったため最高速力はスタージョン級（水中25ノット）からさらに低下（水中23ノット）:63-64/280し、タリビーの場合と同じく攻撃型原潜としては低速すぎるとして成功とは評価されず量産に至らなかった。
以上のような、重量増大や信頼性の低下、最高速度の低下といった問題点から、本艦は1985年には事実上の退役（活動停止）に追い込まれた。
ほぼ同時期に、原潜の静粛化の試みとして自然循環式原子炉の試行に取り組んだナーワル（1969年就役）による技術的知見は、次代のロサンゼルス級の設計の上で設計の上で有力な参考とされた。また、ナーワル以降の潜水艦用原子炉には低出力運転時には冷却水循環ポンプを不要とし自然循環による冷却で運転可能な技術的仕様が取り入れられていたり:41,52-53/280、オハイオ級のS8G原子炉がナーワルのS5G原子炉の発達型であったり:52/280などと、後に広く生かされたと言える。しかし本艦の設計は、次代のロサンゼルス級の設計には利用しないという決定がなされるなど、まったく対照的な道筋をたどった。

## 艦歴
グレナード・P・リプスコムは1971年6月5日にコネチカット州グロトンのエレクトリック・ボート社で起工する。1973年8月4日にリプスコム夫人によって命名、進水し、翌1974年12月21日にジェームズ・F・コールドウェル艦長の指揮下就役した。就役式ではメルヴィン・レアードがスピーチを行った。
グレナード・P・リプスコムは1990年7月11日に退役し、1997年12月1日に原子力艦再利用プログラムに基づきピュージェット・サウンド海軍造船所で解体された。